# Günther XXXVI van Schwarzburg
Günther XXXVI de Oudere (8 juli 1439 - Rudolstadt, 30 december 1503) was regerend graaf van Schwarzburg uit de linie Schwarzburg-Blankenburg. Günther was de oudste zoon van graaf Hendrik XXVI en Elisabeth van Kleef. Tussen 1488 en 1493 regeerde hij over het graafschap Schwarzburg-Blankenburg.
In 1484 sneuvelde zijn jongere broer Günther XXXVIII de Middelste. Günther kreeg de voogdij over diens minderjarige zoon Hendrik XXXI. In 1488, na het overlijden van zijn vader, werd Günther, mede in naam van Hendrik XXXI graaf van Schwarzburg. Nadat Günther met zijn jongste broer Hendrik XXIX in conflict was gekomen over de voogdij, trad hij in 1493 af. Hij werd opgevolgd door zijn neef Hendrik XXXI en zijn jongere broer Günther XXXIX de Jongere.

## Huwelijk en kinderen
Günther XXXVI trouwde op 22 of 29 oktober 1458 met Margaretha (1444-1485), een dochter van graaf Willem II van Henneberg-Schleusingen. Ze kregen twee kinderen, van wie de oudste nog dezelfde dag overleed:
- Margaretha (1462)
- Margaretha (1464-1539), getrouwd met Waldemar VI van Anhalt (1450-1508)